# Baduanjin

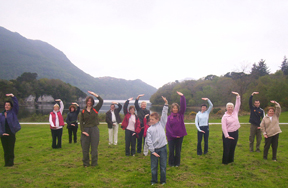
Prática do 3º movimento do Baduanjin, Separar Céu e Terra, durante o Dia Mundial do Tai Chi Chuan e do Chi Kung.

Baduanjin (八段锦) (ou "pa tuan chin") pode ser traduzido literalmente do chinês como "Oito peças de brocado", o nome designa sequências de oito exercícios de Qigong utilizadas pela medicina tradicional chinesa como forma de manter ou recuperar a saúde e como um treino básico por diversos estilos de artes marciais chinesas. Há uma sequência de movimentos para ser praticada de pé e outra para ser praticada sentado.
A referência às "Oito peças de brocado" por vezes é explicada como uma associação entre a beleza e perfeição dos tecidos de seda e tapeçarias com a riqueza e satisfação originadas na boa saúde.
É uma das formas de Chi Kung mais utilizadas como exercício.

## Histórico da prática dobaduanjin

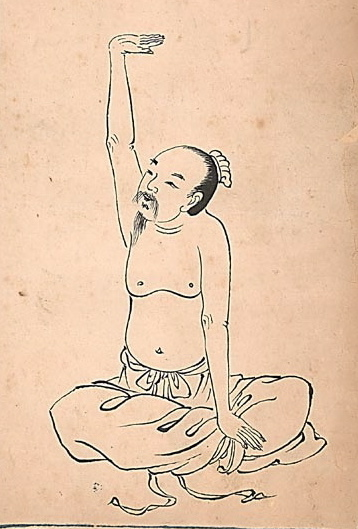
Forma sentada do movimento Separar Céu e Terra, conforme manual de Chi Kung da Dinastia Qing.

Há diversas histórias sobre sua origem, atribuindo sua criação à tradições do sul e do norte da China. A mais conhecida o vincula ao  famoso General Yue Fei (岳飛), que teria desenvolvido estas séries de exercícios como forma de manter a saúde de seus comandados Assim esta prática teria sido criada no período da dinastia Song do Sul, entre 1127 e 1279 A.D..
Outros autores, como Catherine Despeux, atribuem sua criação a Zhong Li (Chung-li Ch'üan), da dinastia Tang (618-907).
O texto da dinastia Wei (魏) "灵剑子引导子午记" se refere a um  exercício de ginástica que corresponde a um dos que constituem o  Baduanjin, mas a antiga referência a este nome registrada ocorre no Yi Jian Zhi (夷坚志), um texto da época da dinastia Song.
No Dao Shu, Zhong Miao Pian (道枢•众妙篇) há diversas descrições  sobre o método de alongamento destes exercícios.
Este título se refere ao fato que a sequência do Baduanjin se divide em oito técnicas, e que cada uma delas corresponde a uma frase que  descreve o movimento e seus efeitos.
Cada técnica deve ser repetida diversas vezes, geralmente se recomenda oito repetições de cada movimento.
A respiração acompanha a movimentação de modo natural.
A língua é suspensa em direção ao palato, sem esforço,  durante a realização da sequência.
Historicamente, a prática é realizada tanto dentro da tradição taoísta quanto na budista shaolin.
Após a revolução comunista chinesa foi um dos primeiros conjuntos de exercícios tradicionais chineses a ser reabilitado na década de 1950, despojado dos conceitos taoístas, tornou-se muito popular em toda a China, sendo inclusive praticado por Mao Zedong e Zhou Enlai.
Uma variação do baduanjin com 12 movimentos, conhecida como "Exercícios para a Saúde dos 12 Órgãos Internos", integra as práticas de Tai Chi Pai Lin oferecidas à população pela Secretária Municipal de Saúde de São Paulo.
Atualmente estão sendo realizadas diversas pesquisas sobre os benefícios físicos e psicológicos que sua prática pode trazer para a saúde, como sua contribuição como prática complementar na prevenção da osteoporose  e no tratamento da depressão em idosos com doenças crônicas.

## Os oito movimentos doBaduanjinem pé
1. 两手托天理三焦 - Liangshou tuo tian li sanjiao 
 Sustentar o céu com as mãos para regular o Triplo aquecedor
2. 左右开弓似射雕 - Zuoyou kai gong si she diao 
 Estirar o arco e lançar a flecha para fortalecer os pulmões
3. 调理脾胃须单举 - Tiaoli piwei xu dan ju 
 Elevar um braço para recuperar o apetite ou Separar Céu e Terra
4. 五劳七伤向后瞧 - Wulaoqishang xianghou qiao 
 Olhar os calcanhares para evitar o enfraquecimento do organismo
5. 摇头摆尾去心火 - Yao tou bai wei qu xinhuo 
 Balançar a cabeça e o cóccix para acalmar o fogo do coração
6. 两手攀足固肾腰 - Liangshou pan zu gu shen yao 
 Segurar a ponta dos pés para fortalecer os rins
7. 攒拳怒目增气力 - Zan quan numu zeng qili 
 Estirar as mãos em punho com um olhar firme para fortalecer a força física
8. 背后七颠百病消 - Beihou cidian baibing xiao 
 Suspender os calcanhares sete vezes para se recuperar da doença

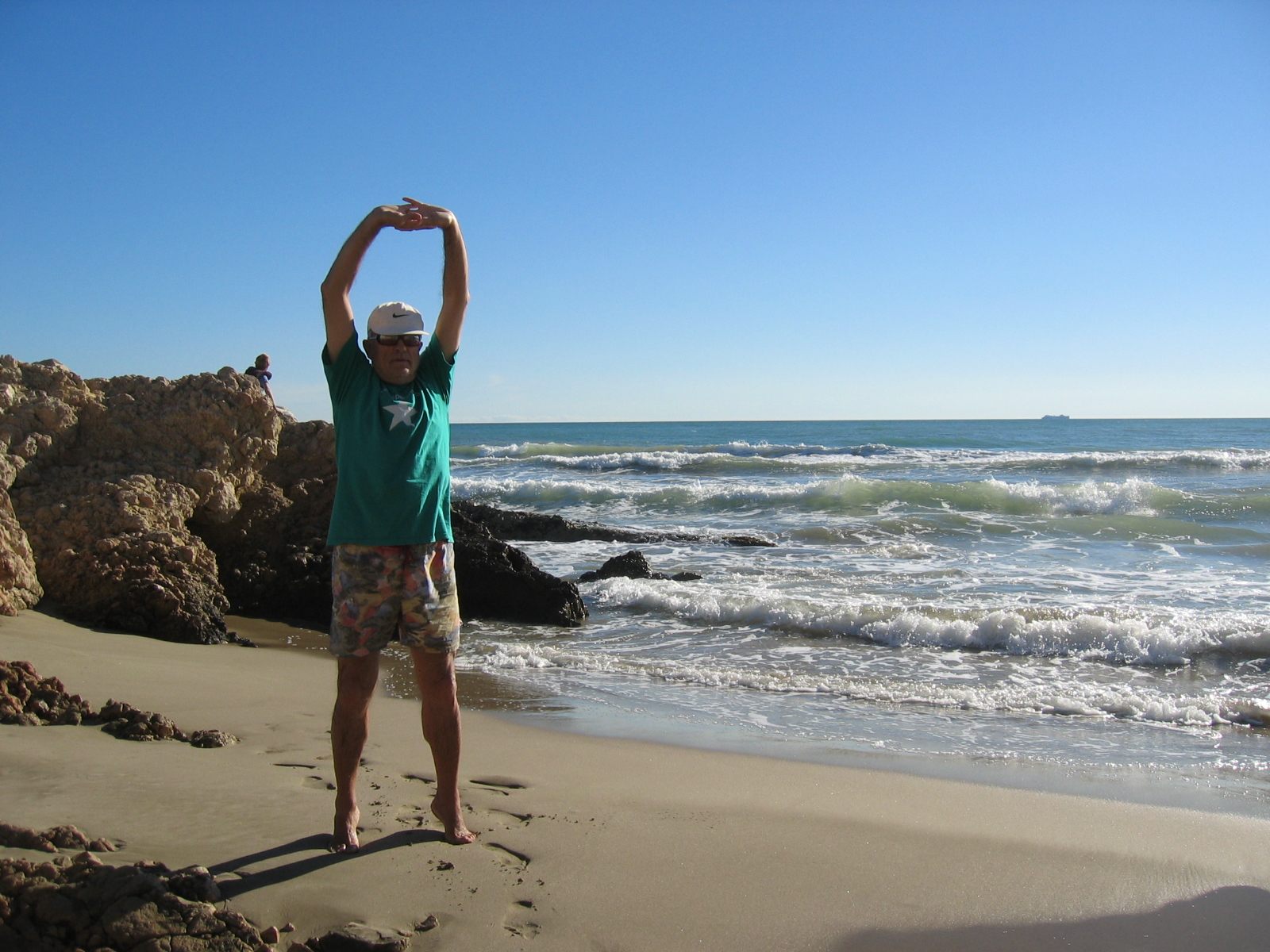
1. Sustentar o céu com as mãos
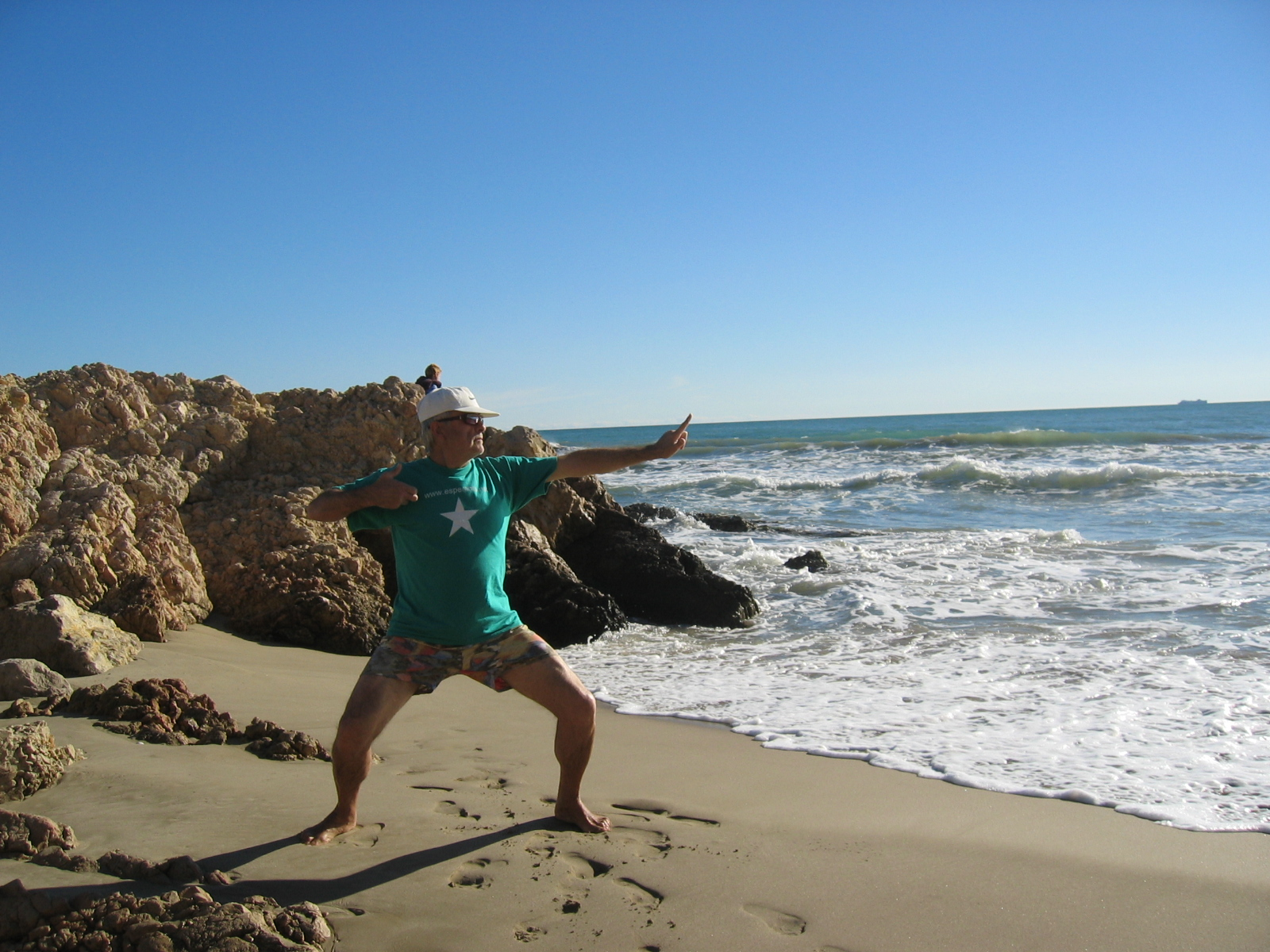
2. Estirar o Arco e lançar a flecha
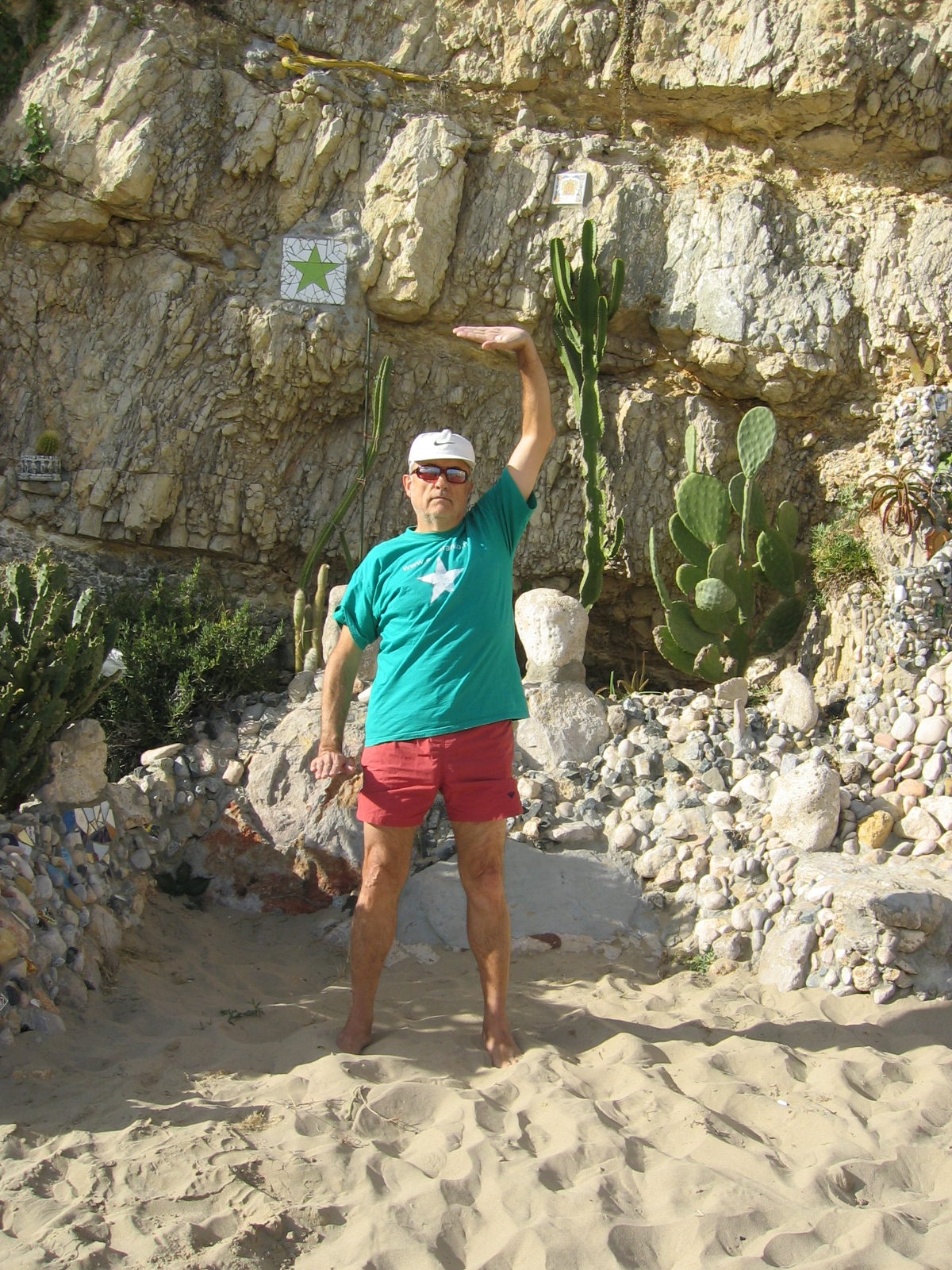
3. Separar Céu e Terra
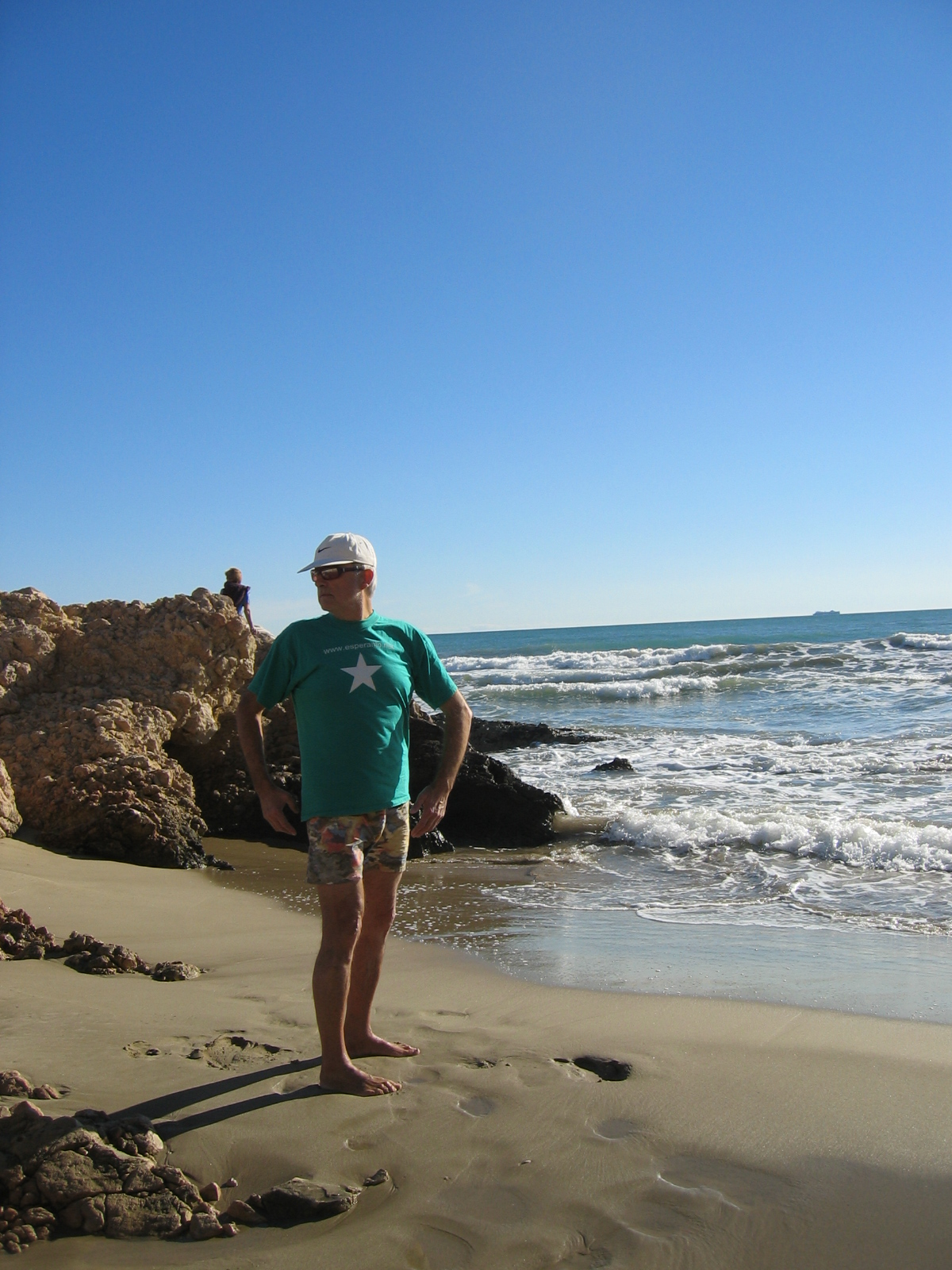
4. Olhar os calcanhares
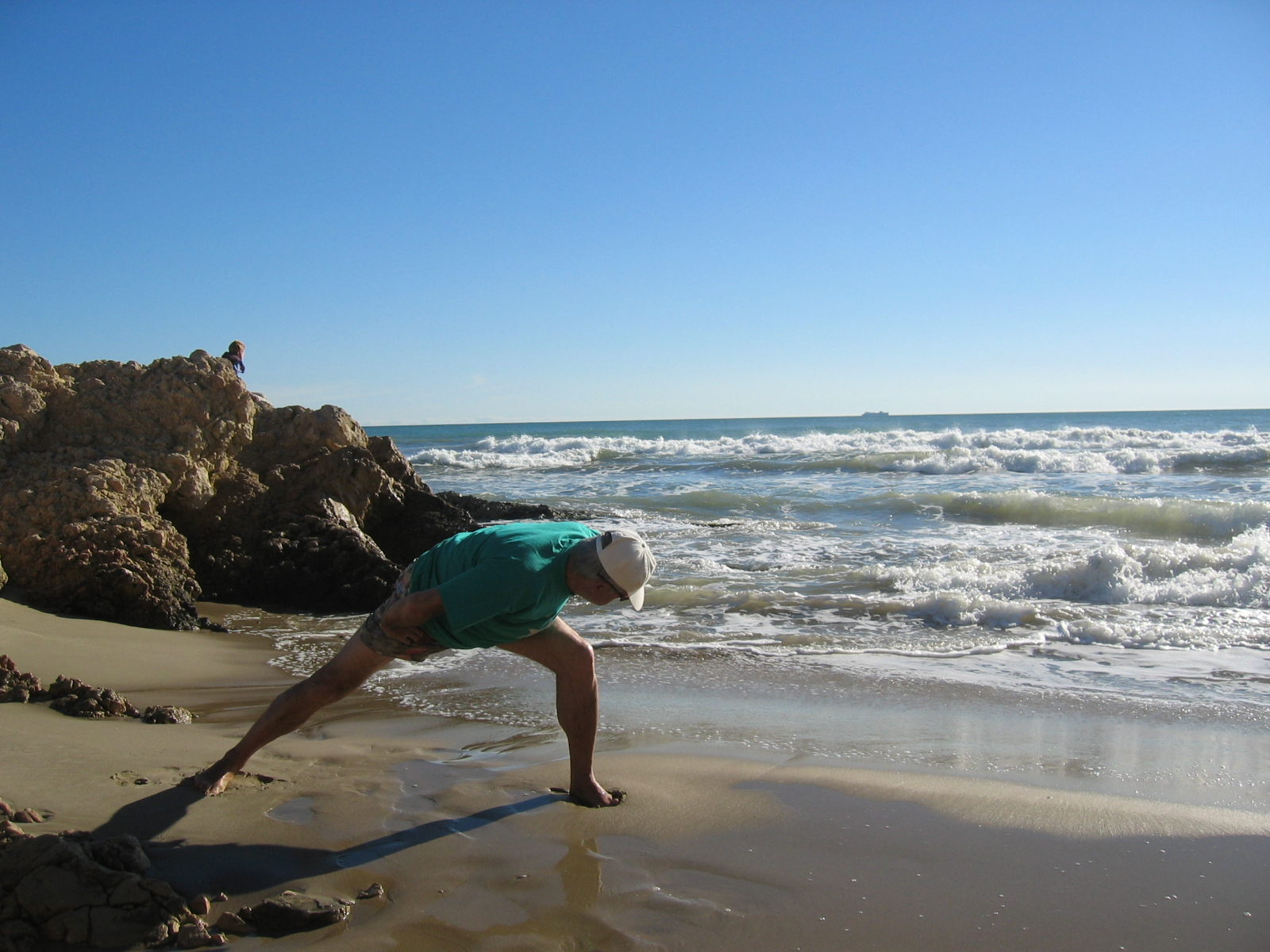
5. Balançar a cabeça e o cóccix
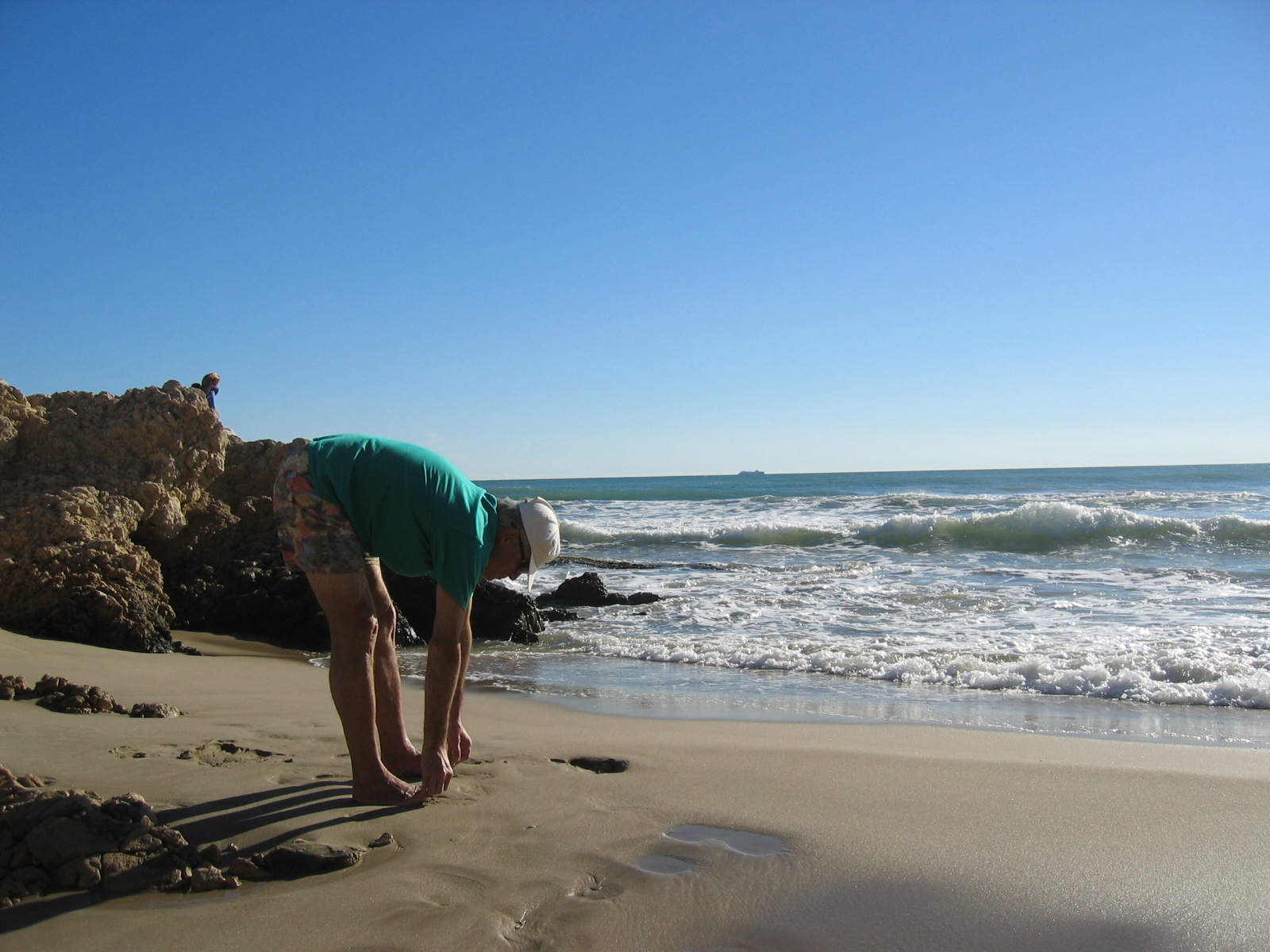
6. Segurar a ponta dos pés
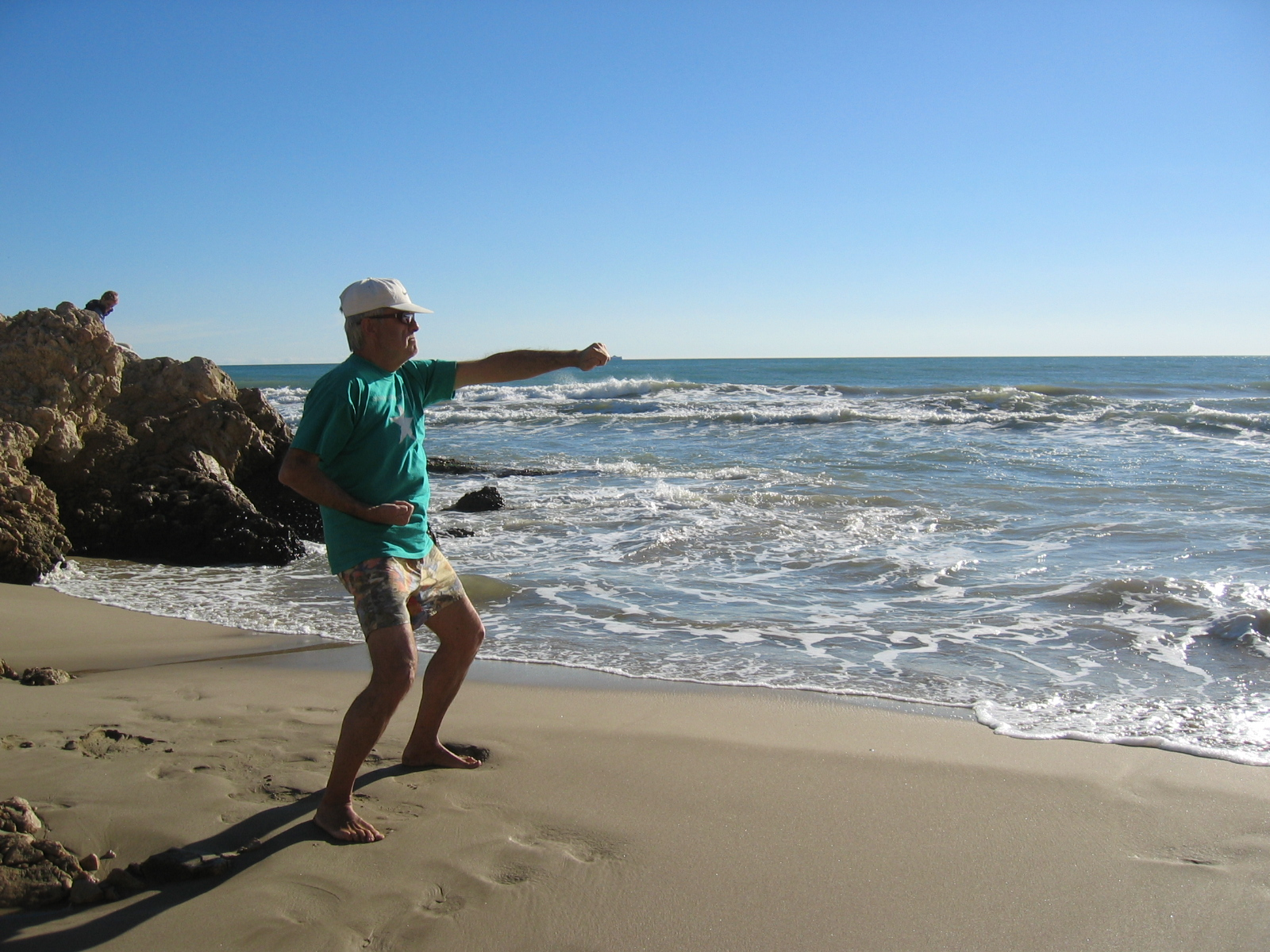
7. Estirar as mãos em punho com um olhar firme
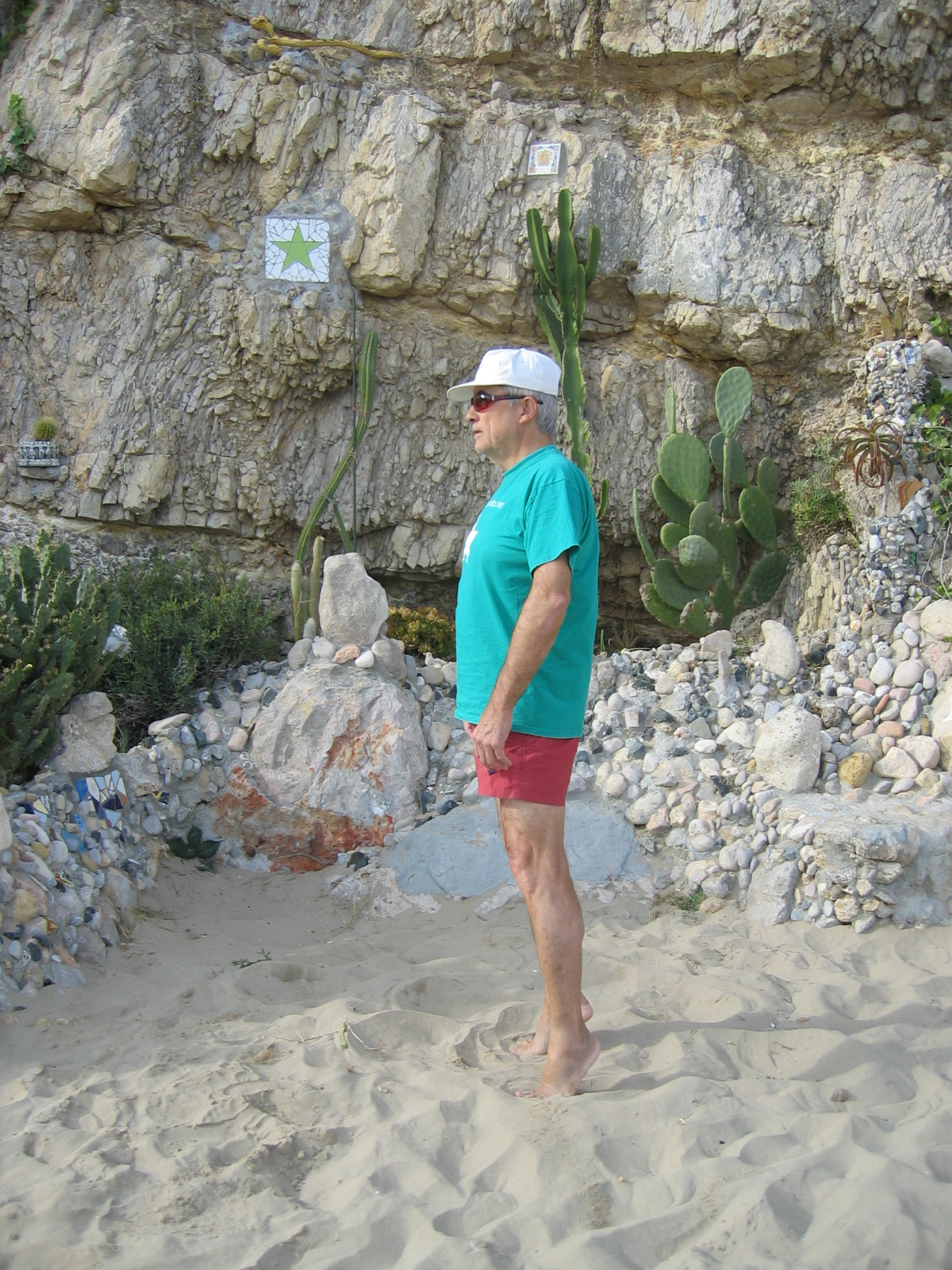
8. Suspender os calcanhares